# Bedřich Kozelka
Bedřich Kozelka (6. března 1902 Praha – 21. července 1970 Praha) byl český a československý poúnorový politik Komunistické strany Československa, poslanec Národního shromáždění ČSR, Národního shromáždění ČSSR a Sněmovny lidu Federálního shromáždění.

## Biografie
Dětství strávil v Hrdlořezích u Prahy. Za první světové války se vyučil frézařem v podniku Českomoravská Kolben-Daněk. Už tehdy byl aktivní v dělnickém a odborovém hnutí. Ve věku šestnácti let se stal funkcionářem sociálně demokratické Dělnické tělocvičné jednoty. Podílel se na prosincové generální stávce v roce 1920. Pak pracoval v Komsomolu a rudých odborech.
Do KSČ vstoupil roku 1924. Za první republiky byl aktivní v komunální politice v Praze. V období let 1936–1938 byl členem Ústředního výboru Komunistické strany Československa. Za druhé světové války byl aktivní v odboji. Hned na počátku okupace byl zatčen a vězněn v koncentračním táboře Dachau a koncentračním táboře Buchenwald.
Dne 26. května 1945 se vrátil do vlasti. Po válce se opět zapojil do veřejného a politického života. Stal se vedoucím závodní organizace KSČ v podniku ČKD v Praze. Zastával četné stranické posty. Již v listopadu 1945 byl kooptován za člena Ústředního výboru Komunistické strany Československa. VIII. sjezd KSČ, IX. sjezd KSČ, X. sjezd KSČ, XI. sjezd KSČ, XII. sjezd KSČ a XIII. sjezd KSČ ho ve funkci potvrdil. V letech 1951–1953 byl tajemníkem a v letech 1953–1957 vedoucím tajemníkem Krajského výboru KSČ v Praze. V letech 1957–1958 působil navíc jako tajemník Ústřední rady odborů. V roce 1955 mu byl udělen Řád republiky, v roce 1962 Řád Klementa Gottwalda.
Během únorového převratu v roce 1948 byl v padesátičlenné dělnické delegaci, která přišla podpořit plán na přijetí demisí nekomunistických ministrů. K roku 1954 se profesně uvádí jako vedoucí tajemník KV KSČ Praha.
Dlouhodobě zasedal v nejvyšších zákonodárných sborech. Ve volbách do Národního shromáždění roku 1948 byl zvolen do Národního shromáždění za KSČ ve volebním kraji Praha. Mandát získal i ve volbách v roce 1954 (volební obvod Praha-venkov), ve volbách v roce 1960 (nyní již jako poslanec Národního shromáždění ČSSR za Středočeský kraj) a ve volbách v roce 1964. V Národním shromáždění zasedal až do konce jeho funkčního období v roce 1968. Po federalizaci Československa usedl roku 1969 do Sněmovny lidu Federálního shromáždění, kde setrval do své smrti v červenci roku 1970.